# Pachyanthrax villiersi
Pachyanthrax villiersi är en tvåvingeart som beskrevs av Francois 1964. Pachyanthrax villiersi ingår i släktet Pachyanthrax och familjen svävflugor. Inga underarter finns listade i Catalogue of Life.